# Erich Probst
Erich Probst (ur. 5 grudnia 1927 w Wiedniu, zm. 16 marca 1988) – austriacki piłkarz występujący na pozycji napastnika, reprezentant Austrii w latach 1951–1960, brązowy medalista mistrzostw świata.

## Kariera klubowa
Peobst grał w szeregu austriackich klubów, a także w Niemczech i Szwajcarii. Z Rapidem Wiedeń czterokrotnie był mistrzem Austrii: w sezonie 1950/51, 1951/52, 1953/54 oraz 1955/56.

## Kariera reprezentacyjna
W reprezentacji Austrii zagrał 19 razy i strzelił 17 bramek. Zadebiutował 27 maja 1951 w meczu ze Szkocją, ostatni raz zagrał w 1960 roku. Podczas Mistrzostw Świata 1954 wystąpił we wszystkich meczach Austrii w turnieju i z 6 bramkami na koncie był najlepszym strzelcem swej drużyny, na liście najlepszych strzelców imprezy plasując się tuż za Sándorem Kocsisem. W eliminacjach Mistrzostw Świata 1954, w wygranym przez Austrię 9:1 spotkaniu z Portugalią, strzelił pięć goli.

## Sukcesy
Austria
- brązowy medal mistrzostw świata: 1954

Rapid Wiedeń
- mistrzostwo Austrii: 1950/51, 1951/52, 1953/54, 1955/56